# 유시 (광척후)
유시(劉始, ? ~ ?)는 전한 중기의 제후로, 노공왕의 손자이다.

## 행적
아버지 유장의 뒤를 이어 광척후(廣戚侯)에 봉해졌으나, 원정 5년(기원전 112년), 주금을 법도에 맞지 않게 헌납한 죄로 작위가 박탈되었다.

## 출전
- 사마천, 《사기》 권21 건원이래왕자후자연표
- 반고, 《한서》 권15하 왕자후표 下

| 선대 아버지 광척절후 유장 | 전한의 광척후 기원전 122년 ~ 기원전 112년 | 후대 (봉국 폐지) |